# Homes Under the Hammer
Homes Under the Hammer est une émission de télévision britannique consacrée à la rénovation factuelle de biens immobiliers à la suite de leur achat aux enchères. Elle est diffusée depuis 2003 sur BBC One.

## Diffusions
| Série | Daté de début     | Date de fin       | Épisodes |
| ----- | ----------------- | ----------------- | -------- |
| 1     | Mai 2003          | Juin 2003         | 30       |
| 2     | Novembre 2003     | Avril 2004        | 50       |
| 3     | Janvier 2005      | Mars 2005         | 40       |
| 4     | Octobre 2005      | Décembre 2005     | 40       |
| 5     | Juin 2006         | Juillet 2006      | 30       |
| 6     | 8 janvier 2007    | 16 février 2007   | 20       |
| 7     | 23 avril 2007     | 29 juin 2007      | 30       |
| 8     | 17 septembre 2007 | 23 novembre 2007  | 20       |
| 9     | 7 janvier 2008    | 22 février 2008   | 20       |
| 10    | 25 février 2008   | 20 juin 2008      | 20       |
| 11    | 30 juin 2008      | 12 septembre 2008 | 20       |
| 12    | 24 novembre 2008  | 2 février 2009    | 30       |
| 13    | 9 février 2009    | 1er mars 2010     | 85       |
| 14    | 12 avril 2010     | 4 février 2011    | 80       |
| 15    | 7 mars 2011       | 2 mars 2012       | 100      |
| 16    | 9 avril 2012      | 13 février 2013   | 80       |
| 17    | 11 mars 2013      | 31 mars 2014      | 80       |
| 18    | 15 avril 2014     | 30 mars 2015      | 80       |
| 19    | 13 avril 2015     | En cours          | En cours |